# Die Siedler II – Veni, Vidi, Vici
Die Siedler II – Veni, Vidi, Vici ist ein Aufbaustrategiespiel von Blue Byte. Es erschien im April 1996 in Deutschland für MS-DOS. Den kommerziell erfolgreichen Vorgänger Die Siedler von 1993 konnte es nicht nur übertreffen, es wurde fünfzehn Jahre später sogar als das meistverkaufte Spiel der gesamten Die-Siedler-Spielereihe bezeichnet. Im Dezember 1996 veröffentlichte Blue Byte eine Missions-CD, die neben einer weiteren Kampagne auch einen Karteneditor enthielt. Im Oktober 1997 erschien die Gold-Edition aus Originalspiel und Missions-CD, die zeitgleich auf Mac OS und im Jahr 2007 als Die Siedler DS auch auf das Nintendo DS portiert wurde.
Zum zehnjährigen Jubiläum erschien 2006 ein Remake unter dem Titel Die Siedler II – Die nächste Generation für Microsoft Windows. Die ursprüngliche Gold-Edition ist seit 2008 als Download bei GOG.com erhältlich, und Ubisoft, zu der Blue Byte seit 2001 gehört, brachte als „History Edition“ im Jahr 2018 exklusiv über seinen eigenen Store das Originalspiel noch ein weiteres Mal heraus. Neben der Anpassung an moderne Windows-Betriebssysteme ermöglichte man die Darstellung mit bis zu 4K Bildauflösung.

## Handlung
Das Spielgeschehen entspricht der Vorgängerversion, aber die fiktive Handlung wurde in die Zeit des Römischen Reichs verlegt. Protagonist ist Octavius, Kapitän eines römischen Schiffs, das bei einem Sturm an einer unbekannten Küste gestrandet ist und dessen Besatzung sich die Ressourcen der Umgebung zunächst zum Überleben, dann zur Kultivierung und Eroberung neuen Landes nutzbar macht. Über die Tagebücher des Kapitäns wird der Fortgang der Geschichte erzählt, bis es den Siedlern am Ende einer aus abgeschlossenen Einzelmissionen zusammengesetzten Kampagne schließlich gelingt, einen Weg zurück in die römische Heimat zu finden.

## Spielprinzip
Grundsätzlich gilt es, Wirtschaftskreisläufe von Baumaterialien über Nahrungsmittel bis hin zu Waffen und Gold aufzubauen. Das Ziel ist, unbewohntes Land einzunehmen und später mit Soldaten in feindliches Gebiet vorzudringen, bis der Spieler ein Portal in das eigene Herrschaftsgebiet einschließt. Dieses Portal zur nächsten Mission ist vom jeweiligen Startpunkt auf der Karte erst nach einer ausgedehnten Besiedlung erreichbar. Danach bleibt dem Spieler überlassen, ob er die Karte noch eine Weile weiterspielen oder den nächsten Level starten möchte.
Wie beim Vorgänger kontrolliert der Spieler die Siedler nur indirekt über das Anlegen von Baustellen für die verschiedenen Gebäudetypen und deren Anbindung an das Warentransportsystem. Dieses besteht aus einem Netz von miteinander verbundenen Wegen und durch kleine Fahnen kenntlich gemachten Übergabepunkten, zwischen denen jeweils ein Siedler hin- und herläuft und dabei eine Einheit Rohstoff oder eine Ware in beide Richtungen weiterbefördert. Die Wege und Fahnen werden vom Spieler jedoch aktiv angelegt. Durch geschickte Platzierung der Gebäude eines Wirtschaftskreislaufs, Wege und Fahnen kann die Besiedlung beschleunigt werden.
Soldaten können ebenfalls nur indirekt gesteuert werden, indem Angriffe auf feindliche Gebäude beauftragt werden. Neben Römern können die neuen Ländereien auch durch Wikinger, Asiaten und Nubier besiedelt werden, die sich jedoch nur im Aussehen und nicht in der zugrundeliegenden Spielmechanik unterscheiden.

## Entwicklung
Volker Wertich, der Erfinder des ersten Teils, war an der Entwicklung nicht mehr beteiligt. Auch vom Entwicklungsteam des Vorgängers blieb nur Thomas Häuser, der beim ersten Teil die Qualitätssicherung übernommen und zahlreiche Verbesserungsvorschläge vorgelegt hatte, die jedoch aus Zeitgründen nicht verwirklicht werden konnten. Wie er in einem Interview mit dem englischen Online-Magazin Rock, Paper, Shotgun im Jahr 2007 erzählte, basierte die Entwicklung des zweiten Teils maßgeblich auf seiner Liste mit Verbesserungsvorschlägen für das erste Spiel, mit der er bei der Geschäftsleitung grünes Licht für eine Weiterarbeit erreichen konnte. Beim Nachfolger überließ ihm Blue Byte die Verantwortung für das Konzept, einen wesentlichen Teil der Programmierung und vor allem das Management des Projekts mit zunächst vier Mitarbeitern. Für die Grafiken war Christoph Werner verantwortlich.
2025 erschien eine Portierung für den Amiga mit offizieller Lizenz. Dabei wurde sowohl für Geräte mit dedizierter Grafikkarte als auch ein reduzierter Grafikmodus für Heimrechner mit AGA-Chipsatz bereitgestellt.

## Technik
Die Grafik-Engine wurde im Vergleich zum Vorgänger von Grund auf neu entwickelt. Es waren jetzt Auflösungen von 640 × 480 (VGA), 800 × 600 (SVGA) bis 1024 × 768 (XGA) bei 256 Farben (8 Bit) möglich. Die Darstellung war prinzipiell zweidimensional, wobei die hügelige Landschaft aus mit Gouraud Shading vorberechneten 3D-Elementen bestand. Eine Möglichkeit zur Vergrößerung der Ansicht wurde implementiert. Ein Mehrspielermodus ist nur am selben PC (Splitscreen) mit einer zweiten Maus möglich. Neu im Vergleich zum Vorgänger war das Öffnen von Pop-up-Fenstern (Beobachtungsfenster), welche auf eine bestimmte Position fokussierten. Damit können Feindbewegungen oder Baufortschritte im Blick behalten werden. Erstmals war die Karte durch den Nebel des Krieges verdeckt und musste durch Kundschafter aufgeklärt werden. Zudem wurden Tiere eingeführt, die von Jägern zur Nahrungsproduktion bejagt werden konnten. Der Warentransport mittels Segelschiffen funktionierte auch mit nachgereichten Patches nicht wie von den Entwicklern gewünscht, da diesen zur damaligen Zeit Debugger zum Aufspüren von Fehlern im Programmcode fehlten.
Der von Haiko Ruttmann komponierte und vertonte Soundtrack des Spiels war auf der CD sowohl für MIDI-Ausgabe als auch im CD-Audio-Format enthalten.

## Mission CD
Die im Dezember 1996 veröffentlichte Erweiterung setzt die Geschichte mit dem Urenkel des Retters Octavius fort. Über neue Karten, neben der Kampagne auch einige besonders große, den Kontinenten nachempfundene Karten für das freie Spiel, führte Blue Byte einen weiteren Landschaftstyp in das Spiel ein: die Winterlandschaft. Ein separater Karteneditor ermöglichte es den Spielern, sich weitere Karten nach eigenen Vorstellungen zu erstellen.

## Rezeption
PC Games lobte den Detailreichtum und die massiven Verbesserungen im Bereich der Grafik sowie das fesselnde Gameplay. In Bezug auf die Spielmechanik wurden nur geringfügige Verbesserungen im Vergleich zum Vorgänger ausgemacht. Power Play lobte das komplexe und dennoch leicht zugängliche Spielgeschehen. Die Animationen sind grundsätzlich gut gelungen. Im Detail, etwa beim Bau von Gebäuden, ist die Umsetzung hingegen nicht vollständig gelungen. Henrik Fisch von PC Player zieht Parallelen zu Little Computer People, deren Treiben man ebenfalls gerne zuschaut. Jörg Langer bemerkt, dass das Spielprinzip fast einzigartig ist und ein eigenes Genre darstellen könnte. Die indirekte Steuerung und die fehlende Möglichkeit zur Diplomatie werden als Schwächen angesehen. Das gezielte Leveldesign erhöht die Motivation und ist den automatisch generierten Spielwelten des Vorgängers überlegen. Trotz der militärischen Komponenten bleibt das Spiel auch für jüngere Spieler tauglich. Die Benutzeroberfläche sei im Vergleich zum kompliziert zu bedienenden Vorgänger sinnvoll überarbeitet worden. Im Vergleich zum Vorgänger sei die Komplexität ein wenig erhöht, bei der Präsentation deutlich zugelegt worden. Die Bedienung sei deutlich komfortabler. Die Musikstücke seien abwechslungsreich. PC Action lobte die innovative Technik und die neuen Gebäude bei bewährtem Spielprinzip. Die Militäroptionen blieben jedoch unzureichend.
PC Games lobte den Umfang der Missions-CD. Die Missionsziele der neuen Level seien jedoch wenig abwechslungsreich. Der Wegfall der Seeschifffahrt wird bemängelt. Der Editor sei komfortabel und leicht zu verstehen. Neue Spielfiguren für die Winterlandschaft, ein neues Volk oder ein Netzwerkmodus wurden hingegen nicht eingebaut.
Die Spielezeitschrift Powerplay berichtete im November 1996, das Spiel sei allein in Deutschland bereits 150.000 Mal verkauft worden. Am 26. August 1998 wurde der Entwickler auf der CeBIT HOME mit dem Platin-Award des Verbandes der Unterhaltungssoftware Deutschland (VUD) für 200.000 verkaufte Exemplare des Spiels ausgezeichnet. Laut Pressemitteilung des Unternehmens sollen es in den ersten zwölf Monaten sogar mehr als eine viertel Million Exemplare zu einem Preis von über 55 Deutsche Mark gewesen sein. Volker Wertich, der Erfinder der Siedler, sprach im gleichen Jahr bei einem Interview von weltweit über 600.000 Verkäufen, wobei die gemeinsame Zahl von Die Siedler I und Die Siedler II die Million überschritten habe.
Retrospektiv betrachtet stelle es den Höhepunkt der Serie dar.

## Neuauflagen

### Open Source
Das 2005 gegründete Open-Source-Projekt Siedler 2.5 – Return to the Roots hat die Programmlogik und die Grafik-Engine nachprogrammiert und ein Netzwerkspiel implementiert. Dabei werden moderne Hardware und das Betriebssystem Linux unterstützt. Zum Spielen werden die Originaldateien des Spiels benötigt, da die originalen Grafiken und Sounds von Die Siedler II verwendet werden. Technisch bringt Return to the Roots (RttR) das Spiel mit IPv6 und UPnP auf den neuesten Stand. Zudem unterstützt RttR Full-HD-Auflösung und ergänzt einen frei skalierbaren Fenstermodus.
Mit Widelands existiert ein eigenständiges Open-Source-Projekt, welches von Die Siedler II inspiriert ist.

### Remake
Das Spielprinzip ist beim 2006 als Die Siedler II – Die nächste Generation erschienenen Remake bis auf Details gleich geblieben. Für die Grafik wurde jedoch eine neu entwickelte, moderne 3D-Grafik-Engine verwendet, die eine dreh- und in fünf fest definierten Stufen zoombare Kamerasicht erlaubt. In der Grundversion waren zunächst nur drei der vier Völker des Originalspiels spielbar, die Römer, Nubier und Asiaten. Die Wikinger wurden ein halbes Jahr später als Erweiterung nachgereicht, die aber nur für die deutsche Sprachversion erschienen ist.